# 한글.com
한글.com은 2003년 인터넷 국제표준기구인 IEFT에 의해 국제표준서류인 RFC가 발행된 후 국제비영리기구인 ICANN의 관리하에 국제표준 방식으로 .com 등록기관인 베리사인이 등록을 받아 시행중인 도메인이다. 과거의 로마자만을 이용한 도메인이 아닌 유니코드를 이용하여 영어가 국어가 아닌 국가에서 이용되고 있다.